# Cerro Ñato
El cerro Ñato o El Ñato es un cerro casi totalmente cubierto de hielo dentro de la zona en litigio entre Chile y Argentina en el campo de hielo patagónico sur.
Forma parte del parque nacional Bernardo O'Higgins en su lado chileno y del parque nacional Los Glaciares en su lado argentino, administrativamente se encuentra en la región de Magallanes y de la Antártica Chilena en su lado chileno y en la provincia de Santa Cruz en el argentino. Se encuentra a 2797 metros sobre el nivel del mar.
El cerro Ñato está situado en el cordón Adela al sur del cerro Torre, entre el cerro Adela Sur y el cerro Doblado.
La expedición de la Sociedad Científica Alemana de 1916, dirigida por Alfredo Kolliker, fue responsable nombrar la montaña.
Los primeros en llegar a la cumbre del cerro Ñato fueron Ettore Castiglioni, Leo Dubosc y Giovanni "Titta" Gilberti en febrero de 1937, escalando la arista Suroeste.
La segunda ascensión fue realizada por Walter Bonatti y Carlo Mauri en febrero de 1958, escalando la arista norte, una arista de nieve que parte del Colle Trento, situada entre el cerro Ñato y el cerro Adela Sur.